# Ann Kristin Rykke
Ann Kristin Rykke (født 26. december 1972, død 4. oktober 2012) var programleder på NRK-programmerne Norge i dag, Førkveld og Vestlandsrevyen.